# Astet
Astet é uma comuna francesa na região administrativa de Auvérnia-Ródano-Alpes, no departamento de Ardèche. Estende-se por uma área de 34,45 km². Em 2010 a comuna tinha 43 habitantes (densidade: 1,2 hab./km²).